# Lamprosema pudens
Lamprosema pudens là một loài bướm đêm trong họ Crambidae.